# Rocknes
La Rocknes è una nave da scarico rocce di 166 metri che colpì acque poco profonde e si capovolse improvvisamente a sud di Bergen, in Norvegia, il 19 gennaio 2004, uccidendo 18 membri del suo equipaggio di 30 persone. Al momento del suo naufragio, era la più grande nave al mondo per lo scarico di rocce. La nave fu riparata dal 2004 al 2005 e venne ribattezzata Nordnes.
La Rocknes era di proprietà di Kvitnes Shipping Company Ltd. di St. Johns, parte del gruppo Hartmann di Cadenberge, Germania. La nave era su un charter a lungo termine per Van Oord ACZ, un appaltatore internazionale specializzato in dragaggio, scarico di rocce, offshore e costruzione costiera.

## Conversione
La conversione della nave venne commissionata il 3 maggio 2003 in risposta alle crescenti domande di navi da scarico rocce offshore. La nave fu convertita da portarinfuse a nave da scarico automatico di rocce e venne battezzata Kvitnes presso il cantiere navale di Keppel Verolme, Botlek, Paesi Bassi. La conversione effettiva fu guidata da un team di progettazione formato da Van Oord ACZ. Dopo la conversione, la nave rimase capace di compiere le funzioni di portarinfuse, anche se con una riduzione di 3.000 tonnellate metriche nella capacità di carico e una perdita di 0,6 nodi (1,1 km/h; 0,69 mph) di velocità di navigazione.
La conversione era prevista per un massimo di 112 giorni, ma fu completata in 124 giorni.

### Sfide progettuali
Le sue grandi dimensioni (le più grandi al mondo del suo tipo al momento della costruzione) crearono sfide progettuali.
Per creare una nave di queste dimensioni economicamente fattibile, la nave doveva essere progettata con una portata lorda elevata e una velocità di navigazione relativamente elevata per consentire grandi quantità di roccia, con densità che vanno da 1,4-1,8 tonnellate metriche per metro cubo o 1,1-1,4 tonnellate metriche per iarda cubica, per essere rapidamente trasportate in acque più profonde più lontano dalla riva.
A causa della densità della roccia, la nave doveva includere ampi spazi vuoti situati davanti, a poppa e su entrambi i lati delle stive di carico nello scafo per fornire una stabilità sufficiente.
Le stive stesse sono caricate dall'alto attraverso portelli da apparecchiature basate a terra. Sono progettati con lati e fondi inclinati per consentire loro di essere auto-rifilatura e scarico tramite un nastro trasportatore che percorre la lunghezza delle stive lungo la linea centrale della nave nel loro punto più basso.
I trasportatori trasportano la roccia nella parte anteriore della nave, in una tramoggia, quindi in tubi flessibili che si estendono dal fondo della nave attraverso un Moon Pool. Le estremità dei tubi di caduta sono dotate di veicoli appositamente costruiti, all'avanguardia e telecomandati (ROV) che assicurano che i tubi di caduta siano accuratamente guidati lungo il cavo o la conduttura, garantendo un deposito estremamente preciso di zavorra di roccia protettiva. Questi ROV possono essere utilizzati anche per dragaggio, scavo e idrogetto.
La grande quantità di equipaggiamento pesante montata sopra il ponte principale della nave solleva il suo centro di massa e riduce il suo metacentro.

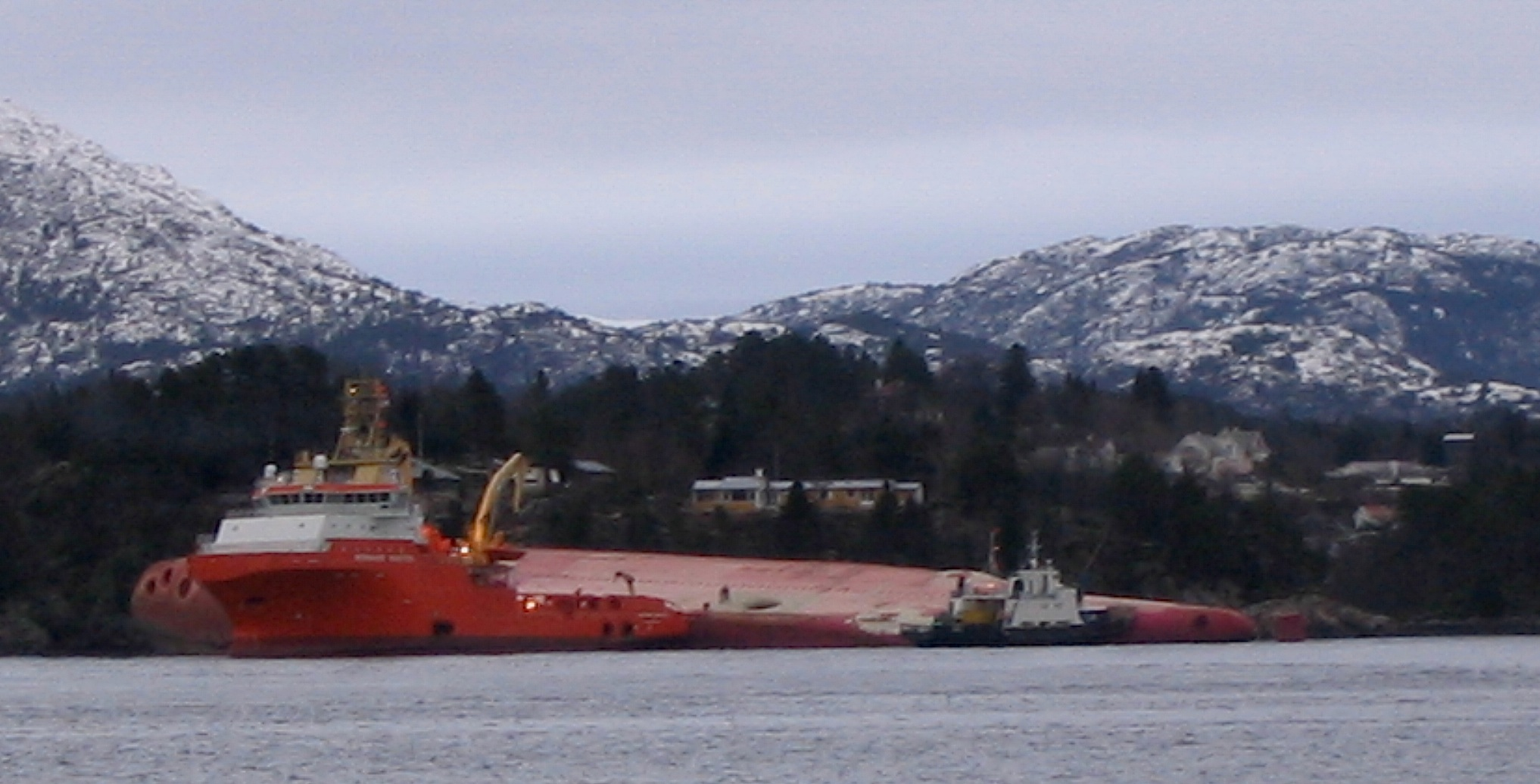
La Rocknes capovolta

## Naufragio
La Rocknes colpì acque poco profonde e si capovolse improvvisamente in quattro minuti a sud di Bergen, in Norvegia, mentre stava navigando verso Emden in Germania. Nell'incidente morirono 18 membri dell'equipaggio su 30. La nave rimase a galla, ma capovolta.

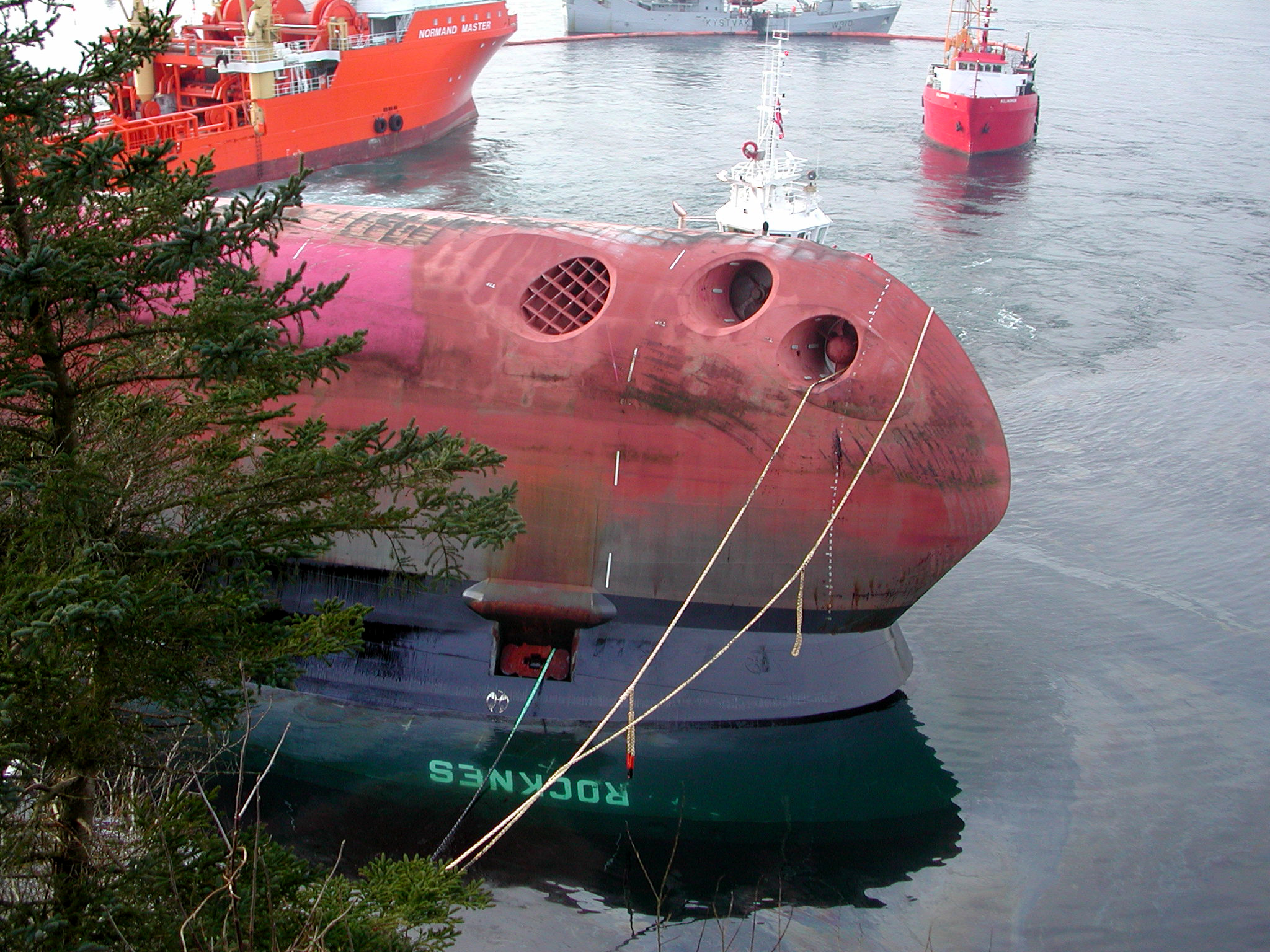
Il relitto della Rocknes che viene rimorchiata dopo il naufragio

### Salvataggio
La compagnia nederlandese di recupero Smit Internationale fu assunta per salvare la nave. Poiché era rimasta a galla capovolta, venne progettato un piano per il parbuckling della nave, un'iniziativa eccezionale per una nave di queste dimensioni. Dalla nave da 9000 tonnellate furono collegati dei cavi a due chiatte appositamente preparate per questa operazione. Fu trainata nel porto di Bergen, ancora ribaltata e dopo le riparazioni la nave fu rimessa in funzione.

## Nella cultura di massa
- Il naufragio della Rocknes fu trasmesso su Discovery Channel in un episodio di Blueprint for Disaster (in Europa trasmesso sotto il nome di Minutes from Disaster).
- Il naufragio della Rocknes è presente anche nella prima stagione di Disasters at Sea.